# Lost Tales
Lost Tales drugi je EP austrijskog black metal-sastava Summoning. EP je 3. ožujka 2003. godine objavila diskografska kuća Napalm Records. 

## O EP-u
Lost Tales sastoji se od dviju skladbi: "Arcenstone", koja je izvorno bila skladana za Sileniusov demoprojekt Mirkwood, te "Saruman", prethodno neobjavljene Summoningove pjesme koja je bila skladana u vrijeme objave albuma Dol Guldur.
Za razliku od ostalih albuma skupine, ovaj EP ne sadrži ni vokale ni gitare te spada u glazbeni žanr dark ambienta. 

## Popis pjesama
| 1.    | »Arcenstone« | 9:17 |
| 2.    | »Saruman«    | 7:40 |
| 16:57 |              |      |

## Zasluge
Summoning
- Silenius – klavijature
- Protector – klavijature, programiranje bubnjeva